# WTA Challenger de Columbus
O WTA Challenger de Columbus  – ou Tennis Ohio Championships, atualmente – é um torneio de tênis profissional feminino, de nível WTA 125.
Realizado em Columbus, no estado de Ohio, nos Estados Unidos, estreou em 2021. Os jogos são disputados em quadras duras cobertas durante o mês de setembro.

## Finais

### Simples
| Ano  | Campeã              | Vice-campeã | Resultado |
| ---- | ------------------- | ----------- | --------- |
| 2021 | Nuria Párrizas Díaz | Wang Xinyu  | 7–62, 6–3 |

### Duplas
| Ano  | Campeãs                 | Vice-campeãs                         | Resultado |
| ---- | ----------------------- | ------------------------------------ | --------- |
| 2021 | Wang Xinyu Zheng Saisai | Dalila Jakupović Nuria Párrizas Díaz | 6–1, 6–1  |